# Lorelai's graduation day
Lorelai's graduation day es el 42do primer episodio de la serie de televisión norteamericana Gilmore Girls.

## Resumen del episodio
Lorelai empieza a ponerse nerviosa, ya que se encuentra en los exámenes finales de sus clases de negocios, y además se aproxima también su ceremonia de graduación. Lorelai había perdido su graduación de la escuela, y ahora deseaba que todo saliera bien, pero cuando Rory le pregunta si va a invitar a sus padres, ella dice que no lo hará. Así que Rory visita a sus abuelos y les ofrece para que vayan a la graduación de Lorelai, además les dice que Lorelai no los invitó porque pensaba que ellos se negarían. Emily y Richard aceptan encantados ir, y Christopher llama a Lorelai y le manda unos obsequios. Rory recibe una llamada de Jess y ella impulsivamente va el siguiente día a visitarlo a Nueva York, mientras que Emily y Richard están en la graduación de su hija y se emocionan mucho. Lorelai esperaba que Rory fuera, sin embargo ella no pudo ir pues el autobús de regreso se retrasó. Finalmente, cuando Lorelai llega a casa y encuentra a Rory esperándola en la puerta, ella se disculpa con su madre y le explica que fue a visitar a Jess. Lorelai le explica que si hizo eso es porque seguramente se está empezando a enamorar de Jess, lo cual Rory refuta afirmando que Dean es su único amor.

## Curiosidades
- Cuando Rory pregunta por qué no parte el bus, no está con el yeso en su brazo izquierdo.
- ¿No era The Bangles la banda favorita de Lorelai en su adolescencia?

- Datos: Q11689458